# Eddie Ray Routh
Eddie Ray Routh, (født 1986) er en amerikansk krigsveteran der er dømt skyldig i at myrde Chris Kyle, den tidligere US Navy Seal, hvis selvbiografi blev forvandlet til den Oscar nominerede film American Sniper. Han blev idømt livsvarigt fængsel uden mulighed for prøveløsladelse for drabene på Chris Kyle og hans ven, Chad Littlefield, i februar 2013 ved Rough Creek Lodge. Chris og Chad mistede livet mens de hjalp Eddie, som led af PTSD, med at komme tilbage til et normalt liv.
Chris Kyle, der blev kendt for sine 160 træffere som finskytte i Irak, blev dræbt med 6 skud - fem i ryggen og et i hovedet, mens Littlefield blev skudt 7 gange.
Begge krigsveteraner arbejdede for at hjælpe andre veteraner og var blevet kontaktet af Rouths desperate mor, som ikke anede, hvad hun skulle stille op med sin søn. Blot en uge inden drabene var Routh blevet udskrevet fra en psykiatrisk institution.
 Der er for få eller ingen kildehenvisninger i denne artikel, hvilket er et problem. Du kan hjælpe ved at angive troværdige kilder til de påstande, som fremføres i artiklen.